# Breach (jeu vidéo, 2011)
Pour les articles homonymes, voir Breach.
Breach est un jeu vidéo de tir à la première personne développé et édité par Atomic Games, sorti en 2011 sur Windows et Xbox 360.

## Accueil
- IGN : 6/10[1]
- Jeuxvideo.com : 9/20[2]
- PC Gamer : 81 %[3]